# 副嗅球
副嗅球（ふくきゅうきゅう、英: accessory olfactory bulb）とは脊椎動物の嗅覚系の一部であり、嗅球（特に区別をしたいときには主嗅球と呼ぶ）の背側に存在する。フェロモンを感受することで知られる鋤鼻器官神経上皮からの軸索が投射する。主な投射先は視床下部である。基本的な細胞構築は主嗅球に類似するが、僧帽細胞と房飾細胞の区別がはっきりしないことや主嗅球と比べて層構造がばらけている点などが異なっている。神経上皮からの入力は糸球体で僧帽房飾細胞と興奮性シナプスを形成する。抑制性の糸球体周辺細胞や顆粒細胞が存在する。特に
僧帽房飾細胞と顆粒細胞は相反性シナプスを形成している。
ヒトを含む霊長類や海産哺乳類では発達していないが、げっ歯類では発達しており、生殖行動、社会性行動に大きな役割を果たす。